# Francisco Gil de Sola y Caballero
Francisco Gil de Sola y Caballero (Barcelona, 27 de noviembre de 1918 - Cartagena, 26 de diciembre de 2009) fue un marino y vicealmirante español, comandante general de la zona marítima de Canarias.

## Biografía
Nació el 27 de noviembre de 1918, en el seno de una familia perteneciente a la nobleza. Fue hijo de Francisco Gil de Sola y Bausá, marino y primer jefe del aeródromo de Los Alcázares; y de María Caballero y Balseiro. Descendía por línea paterna de los marqueses de Angulo. Su hermano, Vicente Gil de Sola y Caballero, fue coronel de infantería, su hermano Enrique, coronel del Ejército del Aire, y su hermano Luís, Coronel de Artillería. 
Contrajo matrimonio con Marina Costell y Alvargonzález. De este matrimonio nacieron siete hijos. 
Como capitán de fragata, fue comandante del buque escuela Juan Sebastián Elcano del 17 de agosto de 1966 al 19 de septiembre de 1968. Durante este tiempo fue director de la Escuela Naval Militar.
El 6 de junio de 1979, se le concedió la Gran Cruz de la Real y Militar Orden de San Hermenegildo.
Ascendió a vicealmirante el 21 de abril de 1980.
El 18 de noviembre de 1980, siendo jefe del arsenal de El Ferrol, y ostentando las funciones de capitán general por estar cesado en su cargo el almirante José María de la Guardia y Oya, recibió al rey Juan Carlos I, que se trasladó en helicóptero a la capital de la Zona Marítima del Cantábrico.
El 26 de marzo de 1984, pasó a la reserva activa.
Falleció en Cartagena en 26 de diciembre de 2009.